# براندنبورغ بروسيا
براندنبورغ بروسيا (بالألمانية: Brandenburg-Preußen) الاسم التأريخي لمملكة آل هوهنتسولرن البراندنبورغيين بين عامي 1618 و 1701. تزاوج الفرع الرئيسي من آل هوهنتسولرن حكام انتخابية براندنبورغ، مع الفرع الحاكم لدوقية بروسيا، فضمن الخلافة بانقراض الأخير في خط الذكور سنة 1618. نتيجة أخرى للتزاوج كان إدماج إمارات كلفي ومارك ورافنسبيرغ الراينية السفلى بموجب معاهدة كزنتن سنة 1614.
بصلح وستفاليا الذي أنهى حرب الثلاثين عاما في عام 1648، اكتسبت براندنبورغ مندن وهالبرشتات، وأيضاً خلافة بوميرانيا الأقصية (ضـُمت سنة 1653) ودوقية ماغديبورغ (ضـُمت سنة 1680). بموجب معاهدة برومببرغ (1657) خلال حرب الشمال الثانية، تحرر الناخبون من التبعية البولندية لدوقية بروسيا وتحصلوا على لاونبورغ بوتوف ودراهايم. وسـّعت معاهدة سان جرمان (1679) بوميرانيا البراندنبورغية إلى أسافل نهر الأودر.
وضعت في النصف الثاني من القرن السابع عشر أسس بروسيا لتصبح أحد اللاعبين الكبار في السياسة الأوروبية لاحقاً. القوة البراندنبورغية البروسية العسكرية الناشئة المستندة على إدخال جيش نظامي في 1653، يرمز إليها بالانتصارات المشهورة في معركة وارسو (1656) ومعركة فربلين (1675) وبحملة الصيد فوق بحيرة قورش العسكرية (1678). كما أسست براندنبورغ بروسيا قوات بحرية ومستعمرات في ساحل الذهب البراندنبورغي وأرغين. افتتح فريدرش فيهلم المعروف باسم «الناخب الأكبر» براندنبورغ بروسيا إلى هجرة واسعة النطاق ("Peuplierung") في معظمها للاجئين بروتستانت من جميع أنحاء أوروبا ("Exulanten")، يذكر هنا على الأخص هجرة هوغينو بعد مرسوم بوتسدام. بدأ فريدرش فيهلم أيضا بمركزة إدارة براندنبورغ بروسيا، والحد من نفوذ الطبقات.
في 1701، نجح فريدرش الثالث، ناخب براندنبورغ في رفع مكانته إلى ملك بروسيا. ويعود الفضل في ذلك إلى الحالة السيادية لدوقية بروسيا خارج الإمبراطورية الرومانية المقدسة، وموافقة إمبراطور هابسبورغ والملكيات الأوروبية الأخرى في سياق تشكيل تحالفات حرب الخلافة الإسبانية وحرب الشمال العظمى. من ثم يتم براندنبورغ بروسيا، ومن ثم يشار إلى براندنبورغ بروسيا عموماً بمملكة بروسيا، أو بروسيا ببساطة. واصل فريدرش وخلفائه إلى مركزة وتوسيع الدولة، محولين الاتحاد الشخصي لإمارات متنوعة سياسياً السائدة في العصر البراندنبورغي البروسي إلى نظام مقاطعات تتبع قصر برلين.

## التأسيس في عهد يوهان زيغسمونت (1618)
كانت مرغريفية براندنبورغ مقرًا للفرع الرئيسي لآل هوهنتسولرن، الذين كانوا أمراء ناخبين في الإمبراطورية الرومانية المقدسة، منذ عام 1415. في عام 1525، أُنشئت دوقية بروسيا بموجب معاهدة كراكوف من خلال علمنة إمارة نظام التيوتون جزئيًا. وكانت تابعة لمملكة بولندا ويحكمها دوق بروسيا، ألبرشت، أحد الأبناء الأصغر في آل هوهنتسولرن. أصبحت آنا ماري دوقة براونشفايغ لونيبورغ الزوجة الثانية لألبرشت في عام 1550 بفضل والدتها إليزابيث من آل هوهنتسولرن البراندنبورغيين، وأنجبت خليفته ألبرخت فريدرخ. في عام 1563، منح التاج البولندي آل هوهنتسولرن البراندنبورغيين حق الخلافة. أصبح ألبرخت فريدرخ دوق بروسيا بعد وفاة ألبرشت عام 1568. توفيت والدة ألبرخت أيضًا في نفس العام، فظهرت عليه فيما بعد علامات الاضطراب النفسي. بسبب مرض الدوق، حُكمت بروسيا من قبل ابن أخ ألبرشت، غيورغ فريدرش، أحد أفراد آل هوهنتسولرن ومرغريف أنسباخ (1577-1603). في عام 1573، تزوج ألبرخت فريدرخ من ماري إليونور من يوليش كليفز برغ، وأنجب منها عدة بنات.
في عام 1594، تزوجت ابنة ألبرخت فريدرخ، آنا، البالغة من العمر آنذاك 14 عامًا، من ابن يواكيم فريدرش الأمير الناخب لمرغريفية براندنبورغ من آل هوهنتسولرن، يوهان زيغسمونت. ضمن الزواج حق الخلافة في الدوقية البروسية وفي كليفز. بعد وفاة غيورغ فريدرش عام 1603، انتقلت الوصاية على الدوقية البروسية إلى يواكيم فريدرش. في عام 1603 أيضًا، أبرم أفراد آل هوهنتسولرن معاهدة غيرا التي تنص على عدم تقسيم أراضيهم داخليًا في المستقبل.
ورث ناخبو براندنبورغ دوقية بروسيا بعد وفاة ألبرخت فريدرخ عام 1618، ولكن الدوقية ظلّت إقطاعية للتاج البولندي حتى عام 1656/7. منذ إصابة يوهان زيغسمونت بسكتة دماغية عام 1616 ومعاناته إعاقة شديدة جسديًا وعقليًا نتيجة لذلك، حكمت زوجته آنا دوقية بروسيا باسمه حتى توفي يوهان زيغسمونت بسكتة دماغية ثانية في عام 1619، عن عمر يناهز 47 عامًا.

## غيورغ فيلهلم 1619–1640

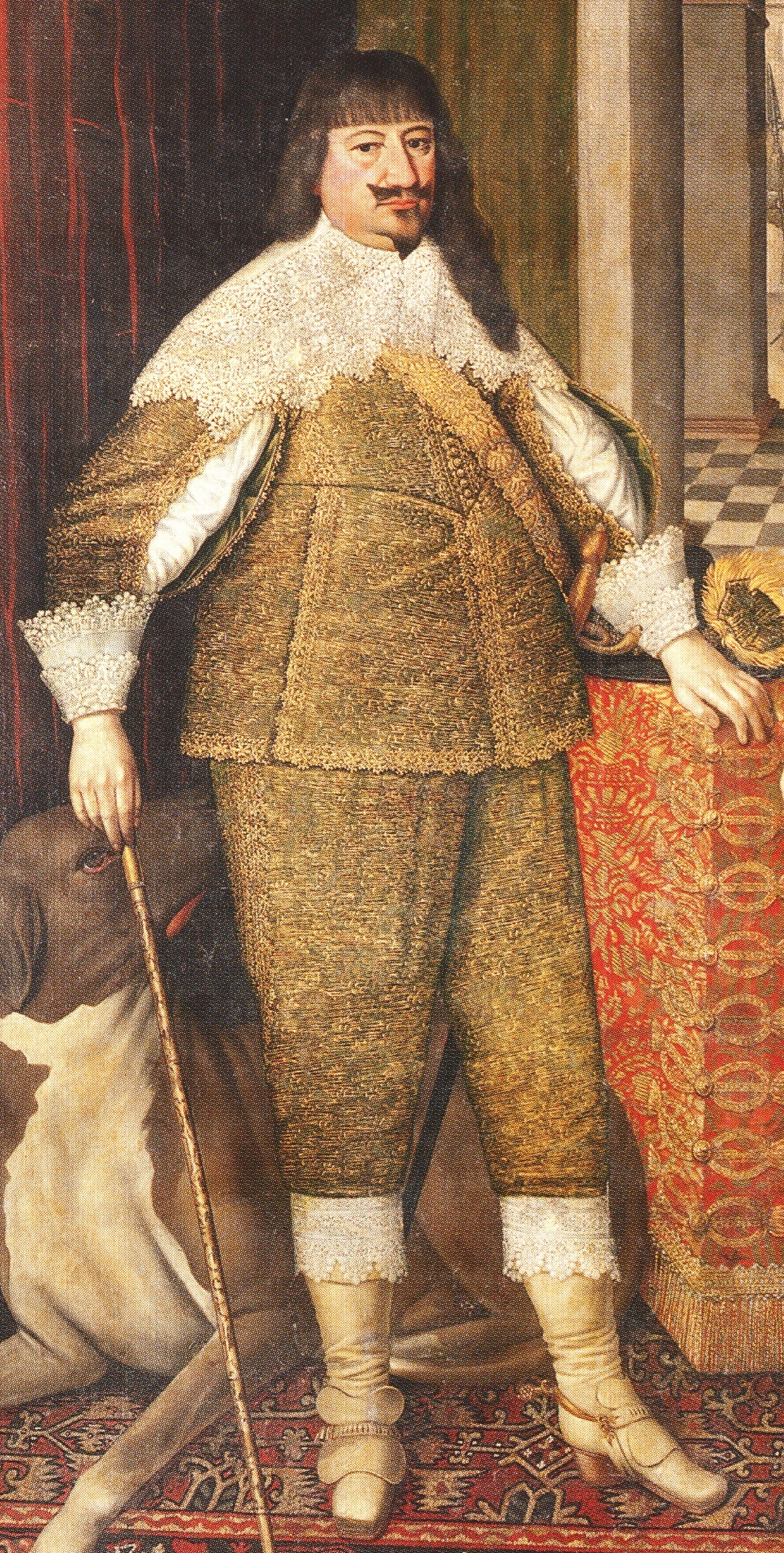
غيورغ فيلهلم ناخب براندنبورغ

كان غيورغ فيلهلم ناخب براندنبورغ ودوق بروسيا في الفترة (1619-1640). حاول جاهدًا القضاء على هيمنة انتخابية ساكسونيا في الدائرة الساكسونية العليا، إلا أنه فشل في ذلك. أدى العداء بين براندنبورغ وساكسونيا إلى جعل الدفاع عن الدائرة غير فعال، واجتاحها لاحقًا ألبرشت فون فالنشتاين خلال حرب الثلاثين عامًا. مع أن غيورغ فيلهلم ادعى الحياد من قبل، أجبره وجود جيش فالنشتاين على الانضمام إلى المعسكر الإمبراطوري الكاثوليكي في معاهدة كونيغسبرغ (1627) وقبول الحاميات. عندما دخلت الإمبراطورية السويدية الحرب وتقدّمت إلى براندنبورغ، ادعى غيورغ فيلهلم الحياد مرة أخرى، لكن غوستاف أدولف ملك السويد أجبر غيورغ فيلهلم على الانضمام إلى السويد كحليف باحتلال أراضٍ كبيرة في براندنبورغ بروسيا وتركيز جيش أمام أسوار مدينة برلين. لم يبرم غيورغ فيلهلم تحالفًا مع السويد، لكنه منحها حقوق العبور وحصنين وقدّم الإعانات. وعليه دمرت الجيوش الرومانية الكاثوليكية براندنبورغ وأراضي آل هوهنتسولرن الأخرى مرارًا وتكرارًا.

## «الناخب الكبير» فريدرخ فيلهلم 1640-1688
خلال حرب الثلاثين عامًا، خُلف غيورغ فيلهلم بفريدرخ فيلهلم المولود عام 1620 والذي أصبح يُعرف بلقب «الناخب الكبير». تأثّرت شخصية الناخب الشاب بمربيه الكالفيني كالكوم وإقامته الطويلة في جمهورية هولندا خلال جولته الكبرى وأحداث الحرب، لكن لقاءه مع غوستاف أدولف ملك السويد في بوميرانيا كان الأكثر تأثيرًا بينها.

### نهاية حرب الثلاثين عامًا
تولى فريدرخ فيلهلم حكم براندنبورغ بروسيا في أوقات الأزمات السياسية والاقتصادية والديموغرافية التي سببتها الحرب. بعد توليه الحكم، سحب الناخب الجديد الجيش البراندنبورغي، ولكنه أنشأ جيشًا مرة أخرى في عام 1643/44. لا يُعرف إن أبرم فريدرخ فيلهلم اتفاقية هدنة وحياد مع السويد أم لا، فهو أمر متنازع عليه: رغم وجود وثيقة ذات صلة تعود لعام 1641، لم يُصدَّق عليها مطلقًا ووُصفت مرارًا وتكرارًا بأنها مزوَّرة. ومع ذلك، لا جدل في أنه مهّد لتعاظم براندنبورغ بروسيا.
في ذلك الوقت، سيطرت قوات الإمبراطورية السويدية على ألمانيا الشمالية، وأصبحت السويد -إلى جانب حليفتها فرنسا- قوة ضامنة لصلح وستفاليا في عام 1648. أحبط الهدف السويدي المتمثل في السيطرة على بحر البلطيق وإقامة نقاط نفوذ على الساحل طموحاتِ فريدرخ فيلهلم في السيطرة على مصب نهر أودر مع شتشين في بوميرانيا.
سعت مرغريفات براندنبورغ منذ فترة طويلة إلى التوسع شمالًا، وربط براندنبورغ المحاطة باليابسة ببحر البلطيق. ضمنت معاهدة غريمنيتز (1529) الخلافة البراندنبورغية لدوقية بوميرانيا عند انقراض آل بوميرانيا المحليين، وكانت ستدخل حيز التنفيذ بوفاة دوق بوميرانيا بوغيسلاف الرابع عشر في عام 1637. بموجب معاهدة شتشين (1630)، سلّم بوغيسلاف الرابع عشر السيطرة على الدوقية إلى السويد التي رفضت الاستسلام لمطالب براندنبورغ. استقر صلح وستفاليا على تقسيم الدوقية بين براندنبورغ والسويد اللتين وضعتا الحدود بدقة في معاهدة شتشين (1653). احتفظت السويد بالجزء الغربي ومن ضمنه أودر الأدنى (بوميرانيا السويدية)، بينما حصلت براندنبورغ على الجزء الشرقي (بوميرانيا الأبعد). لم يكن فريدرخ فيلهلم راضيًا عن هذه النتيجة، وكان الاستحواذ على دوقية بوميرانيا بأكملها أحد الأهداف الرئيسية لسياسته الخارجية.
في صلح وستفاليا، عُوِّض فريدرخ فيلهلم عن بوميرانيا الغربية بأبرشيّتي هلبرشتات ومندن العلمانيتين وحق الخلافة على أسقفية ماغديبورغ العلمانية. اكتسبت براندنبورغ بروسيا أيضًا العديد من المناطق الأصغر مع هلبرشتات: سيادة ديرينبرغ ومقاطعة ريغنشتاين وسيادة كلتنبيرغ وسيادة لوهرا. كان هذا في المقام الأول بفضل الجهود الفرنسية لموازنة قوة إمبراطور هابسبورغ بتعزيز آل هوهنتسولرن. مع أن فريدرخ فيلهلم عدّ هذه الأراضي أقل قيمة من بوميرانيا الغربية، إلا أنها أصبحت حجر الأساس لإنشاء مملكة مغلقة ومهيمنة في ألمانيا على المدى الطويل.

### الدمار
نالت انتخابية براندنبورغ -من بين جميع الأقاليم البراندنبورغية البروسية- الدمار الأكبر في نهاية حرب الثلاثين عامًا. قبل الحرب، كانت الكثافة السكانية والثروة في الانتخابية منخفضة مقارنة بالمناطق الأخرى للإمبراطورية، ودمّرت الحرب 60 مدينة و 48 قلعة ونحو 5,000 قرية. مات 50% من السكان في المتوسط، وفي بعض المناطق نجا 10% فقط. انخفض عدد سكان الريف، بسبب الوفيات والنزوح إلى المدن، من 300,000 قبل الحرب إلى 75,000 بعدها. في المدن المهمة مثل برلين-كولن وفرانكفورت أودر، كان الانخفاض السكاني بمقدار الثلث والثلثين على التوالي. دُمّرت بعض الأراضي التي اكتُسبت بعد الحرب: نجا ثلث السكان فقط في بوميرانيا، وحُرقت ماغديبورغ التي كانت ذات يوم من بين أغنى مدن الإمبراطورية وقُتل معظم سكانها. كانت مندن ودوقية بروسيا -التي شاركت في الحرب بشكل هامشي فقط- الأقل تضررًا.
على الرغم من الجهود المبذولة لإعادة التوطين في الأراضي المدمرة، لم يصل بعضها إلى الكثافة السكانية قبل الحرب حتى منتصف القرن الثامن عشر.